# Доналд Бърн
Доналд Бърн (на английски: Donald Byrne) е сред най-силните американски шахматисти по време на 50те и 60те години на ХХ век. Той е по-голям брат на известния гросмайстор Роберт Бърн.

## Биография
Бърн се ражда в град Ню Йорк. Спечелва откритото първенство на САЩ през 1953 г. и е награден от ФИДЕ със звание международен майстор през 1962 г. През 1956 г. губи от 13-годишния Боби Фишер в Партията на века.
Бърн е също професор по английски език. Преподава в Penn State University от 1961 г. до смъртта си, където е поканен да обучава и тренира менящия се шахматен отбор.
Бърн умира на 46 години във Филаделфия след визникнали усложнения покрай болестта му лупус. Той е въведен в Американската зала на славата по шахмат през 2002 г.